# Guy Fougier
Guy Albin Paul Fougier (1932-2008) est un haut fonctionnaire français.
Il est surtout connu pour avoir été préfet de police de Paris de 1983 à 1986,,.

## Biographie
Né le 13 mars 1932 à Paris d'un père fonctionnaire en communications, Guy Fougier fait des études au lycée Buffon et à la faculté de droit de Paris, d'où il obtient une licence en droit. Diplômé de l'Institut d'études politiques de Paris, dans la section Service public (promotion 1952), et ancien élève de l'École nationale d'administration (promotion Dix-Huit-Juin, 1956). Il commence sa carrière en Algérie. Après divers postes, notamment dans des cabinets ministériels (il fut de 1966 à 1969 le chef de cabinet du ministre des Affaires sociales, Jean-Marcel Jeanneney), il est nommé commissaire de la République de la région Poitou-Charentes et préfet de la Vienne en août 1981.
À la suite d'une manifestation houleuse organisée par plus de mille policiers place Beauvau contre l'« État socialiste » le 3 juin 1983, François Mitterrand décide de nommer lui-même Guy Fougier au poste préfet de police de Paris, tandis qu'il nomme Pierre Verbrugghe au poste de directeur général de la Police nationale.
Le magazine hebdomadaire Le Point publie en mars 1984 les extraits d'un rapport alarmiste adressé par Guy Fougier au ministre de l'intérieur, Gaston Defferre. Il y laisse entendre que la sécurité est mal assurée à Paris et réclame des effectifs supplémentaires pour les forces de l'ordre. Le maire de Paris, Jacques Chirac, qui le soutient et l'apprécie, applaudit. Gaston Defferre, quant à lui, n'applaudit pas, mais refuse la démission du préfet de police. Durant ses fonctions, il avait coutume de dire : « Je ne suis jamais en situation délicate, j’affronte toujours des situations difficiles », principale citation qu'on retiendra de lui.
Le 20 mars 1986, un attentat est perpétré dans la galerie Point Show des Champs-Élysées ; deux morts et vingt-neuf blessés sont à déplorer. Guy Fougier doit faire face à ce défi terroriste, qui fait partie d'une période d'attentats fréquents dans la capitale. Le 2 juillet de la même année, Charles Pasqua, ministre de l'intérieur, met publiquement Guy Fougier en cause, à la télévision. Ce dernier démissionne le lendemain, malgré l'insistance du Premier ministre. Il est remplacé par Jean Paolini.
Guy Fougier ne quitte pas pour autant la sphère de la haute fonction : il sera encore préfet, président de la mission interministérielle de lutte contre la toxicomanie, conseiller d'État et secrétaire général de la Défense nationale, jusqu'à son âge légal de retraite en 1997. Sur sa propre demande, il continuera à exercer ses fonctions, et sera président du comité des prix de revient des fabrications d’armement, président de section à la commission des recours des réfugiés, membre de la commission nationale de l'informatique et des libertés, et membre suppléant de la Commission pour la transparence financière de la vie politique.
Guy Fougier meurt le 2 mai 2008, à l'âge de 76 ans,.